# Al Tahrir
Maillots
Le Football Club Al Tahrir (en tigrinya : ፎኦትባልል ጭሉብ ኣል ታህሪር, et en arabe : نادي التحرير لكرة القدم), plus couramment abrégé en Al Tahrir, est un club érythréen de football basé à Asmara, la capitale du pays.

## Palmarès
| Compétitions nationales                                   |
| --------------------------------------------------------- |
| - Championnat d'Érythrée (2) : - Champion : 1997 et 2007. |